# Gustave de Lannoy
Gustave Ferdinand Guillaume de Lannoy (Brussel, 5 augustus 1800 - Anvaing, 6 november 1892) was een Belgisch volksvertegenwoordiger en burgemeester.

## Biografie

### Familie
Gustave de Lannoy was een telg uit de familie de Lannoy. Hij was een zoon van graaf François de Lannoy (1769-1835) en gravin Louise d'Ursel (1775-1834), kamerheer van koning Willem I en burgemeester van Anvaing. De familie de Lannoy ontving haar eerste adelbrieven met grafelijke titel in 1526 uit de handen van keizer Karel V ten gunste van Charles de Lannoy, onderkoning van Napels. Zijn vader verkreeg onder het Verenigd Koninkrijk der Nederlanden adelserkenning (1816 en 1823) met de titel van graaf voor hem en alle mannelijke en vrouwelijke nazaten.
Hij trouwde in 1827 in Brussel met gravin Charlotte van der Noot d'Assche (1806-1861), dochter van markies Maximilien van der Noot d'Assche, lid van de Tweede Stand van de Staten van Brabant, kamerheer van de keizer van Oostenrijk, kamerheer van koning Willem I, voorzitter van de Ridderschap van Zuid-Brabant en lid van de Tweede Kamer. Ze kregen twee zoons en drie dochters.
- Charles de Lannoy (1828-1901), burgemeester van Anvaing, trouwde in 1862 in Brussel met Emma du Parc (1843-1902). Ze kregen drie zoons en vijf dochters, met afstammelingen tot heden.
- Ferdinand de Lannoy (1833-1881), trouwde in 1858 in Brussel met Marie de la Pierre de Frémeur (1840-1920), dochter van Théodore de la Pierre de Frémeur, infanterieofficier. Ze kregen vier zoons en vier dochters, met afstammelingen tot heden.
- Louise de Lannoy (1845-1923), trouwde in 1869 in Brussel met graaf Gaëtan de la Boëssière-Thiennes (1843-1931), burgemeester van Lombise. Ze kregen drie zoons en drie dochters, met afstammelingen tot heden.

Hij is de betovergrootvader van gravin Stéphanie de Lannoy, erfgroothertogin van Luxemburg.

### Loopbaan

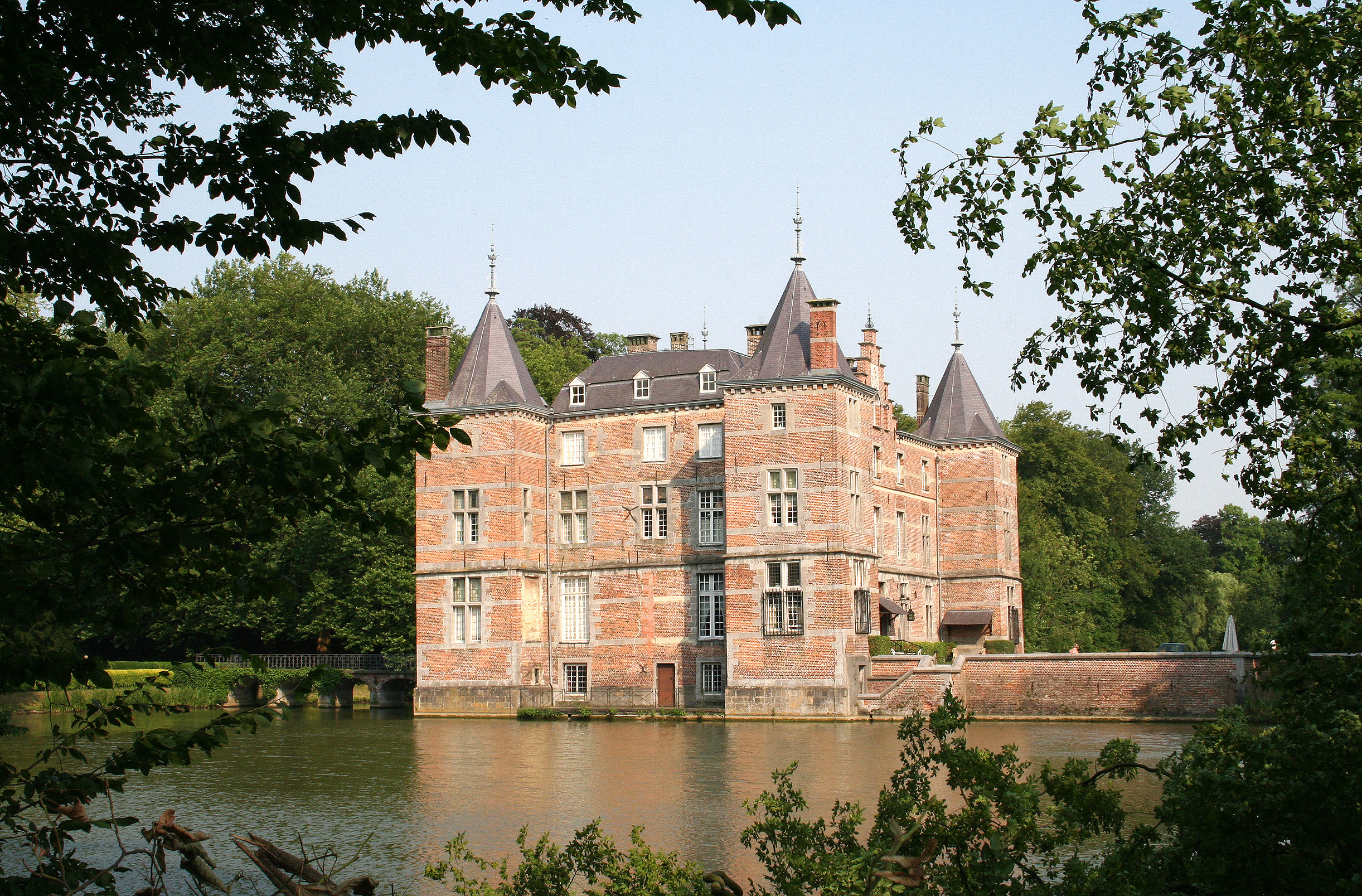
Het kasteel van Anvaing

De Lannoy werd eveneens kamerheer van Willem I (1830), maar onder het koninkrijk België werd hij helemaal in de hofkringen opgenomen, eerst als grootmeester (1853-1864) van het huis van de hertog van Brabant, de latere koning Leopold II, vervolgens als grootmeester (1865-1892) van het huis van koningin Maria Hendrika.
Hij was voornamelijk verbonden met het familiedomein en het kasteel van Anvaing. Net als zijn vader was hij burgemeester van deze gemeente Anvaing (1836-1866). Minstens vier van zijn nazaten volgden hem hierin op. Het waren:
- Charles de Lannoy (1828-1901)
  - Philippe de Lannoy (1866-1937)
    - Paul de Lannoy (1898-1980)
    - Baudouin de Lannoy (1905-1985)

Ze deden dit tot in 1977, wanneer Anvaing fuseerde met dertien andere gemeenten om Frasnes-lez-Anvaing te vormen.
Hij was ook provincieraadslid van Henegouwen (1838-1846).
Op 27 juli 1846 werd hij (bij een buitengewone verkiezing) verkozen tot katholiek volksvertegenwoordiger voor het arrondissement Zinnik, als opvolger van de overleden Auguste Duvivier. Hij haalde 458 van de 880 stemmen. Bij zijn installatie was er twijfel of zijn Belgische nationaliteit niet vervallen was door de uitoefening van publieke functies in het buitenland. De Lannoy bevestigde dat hij geen functie als kamerheer bij de Nederlandse koning na 1830 vervulde.
Hij oefende het mandaat van volksvertegenwoordiger slechts tien maanden uit en was bij de volgende (reguliere) verkiezingen in 1847 geen kandidaat.
Het beheren van zijn uitgestrekte eigendommen hield hem bezig. Daarnaast was hij, als paardenliefhebber, van 1844 tot 1848 lid van de Bestuurscommissie voor de paardenwedrennen.